# Киевсимфанс
Киевсимфа́нс (укр. Київсимфанс; сокращение от Киевский симфонический ансамбль, реже Вторсимфанс — Второй симфонический ансамбль) — симфонический оркестр без дирижёра, существовавший в Киеве с 1926 по 1929 год. Основан по образцу московского Персимфанса — первого профессионального симфонического оркестра без дирижёра, основанного в 1922 году. По его примеру организовывались другие оркестры как в СССР, так и за рубежом. За время своего существования Киевсимфанс успел дать около двадцати концертов. Из всех остальных последователей московского оркестра, возникших в СССР в 1920-х годах, киевский ансамбль просуществовал дольше других.

## История
Киевсимфанс (сокращение от Киевский симфонический ансамбль) был основан в Киеве по образцу московского Персимфанса — первого в истории академической музыки профессионального симфонического оркестра без дирижёра, основанного в 1922 году. Отличительной чертой этого оркестра было отсутствие в нём дирижёра (отчасти восполнявшееся позицией концертмейстера, располагавшегося на возвышении лицом к оркестру). По его примеру организовывались другие оркестры как в СССР, так и за рубежом. Музыканты репетировали и выступали в свободное от основной работы время на общественных началах и заработную плату не получали. Первый концерт созданного коллектива прошёл 18 марта 1926 года. В его программе значились симфонические произведения Василия Калинникова, Ференца Листа, Людвига Ван Бетховена.
В состав оркестра входило около семидесяти ведущих инструменталистов столицы Украины. Его «организационную пятёрку» составляли флейтист Николай Бакалейников, скрипач Давид Бертье, Михаил Вольф-Израэль, Н. Пруслин и трубач Вильгельм Яблонский. Секретарём правления коллектива выступал альтист Ф. Хелемский. За время своего существования Киевсимфанс успел дать около двадцати концертов. Из всех остальных последователей московского оркестра, возникших в СССР в 1920-х годах, киевский ансамбль просуществовал дольше других. Как отмечал в своей монографии «Персимфанс — оркестр без дирижёра» музыковед Понятовский С. П., после московского предшественника киевский был «наиболее значительный и по творческой деятельности и по долголетию творческий коллектив без дирижёра».